# Bob the Drag Queen
Christopher Delmar Caldwell (22. lipnja 1986.), poznatiji pod umjetničkim imenom Bob the Drag Queen, američki je drag izvođač, glazbenik, glumac, aktivist i stand-up komičar. Najpoznatiji je kao pobjednik osme sezone američke reality emisije RuPaul's Drag Race. 

## Životopis
Christopher Delmar Caldwell rođen je 22. lipnja 1986. godine u gradu Columbusu u Georgiji. 

## Karijera
Dragom se počeo baviti 2009. godine inspiriran prvom sezonom emisije RuPaul's Drag Race. U veljači 2016. godine, najavljen je kao jedan od natjecatelja osme sezone iste emisije. RuPaul ga proglašava pobjednikom sezone, a časopis New York ga zatim uvrštava u popis "najmoćnijih drag kraljica u Americi."
Nakon pobijede na Drag Raceu, postaje jedan od voditelja HBO-ove emisije Tu smo, u kojoj skupina drag kraljica putuje po Sjedinjenim Državama i upoznaje stanovnike raznih malih gradova s umjetnošću draga. Emisija je do 2024. godine iznjedrila četiri sezone. Objavio je i vlastite pjesme poput "Purse First," a 2023. godine objavljuje i EP naslova "Gay Barz."
Tijekom 2023. godine bio je gost na Madonnijoj koncertnoj turneji The Celebration Tour. Svaki koncert počinje uvodnim brojem u kojem Bob predstavlja Madonnu noseći modnu kombinaciju inspiriranu Marijom Antoanetom. Krajem 2024. godine započinje vlastitu stand-up turneju pod imenom This Is Wild!, a najavljuje i nastup u Zagrebu u siječnju 2025. godine.

## Filmografija

### Film
| Godina | Naslov                      | Uloga              |
| ------ | --------------------------- | ------------------ |
| 2017.  | Rough Night                 | Bob the Drag Queen |
| 2017.  | Cherry Pop                  | Kitten             |
| 2018.  | A Queen for the People      | Bob the Drag Queen |
| 2019.  | The Queens                  | Bob the Drag Queen |
| 2019.  | Trixie Mattel: Moving Parts | Bob the Drag Queen |
| 2020.  | Live at Caroline's          | Bob the Drag Queen |
| 2021.  | One Week 'Till Doomsday     | Bob the Drag Queen |
| 2023.  | We Have a Ghost             | Bob the Drag Queen |
| 2023.  | Woke Man in a Dress         | Bob the Drag Queen |

### Televizija
| Godina      | Naslov                              | Uloga                            |
| ----------- | ----------------------------------- | -------------------------------- |
| 2016.       | RuPaul's Drag Race                  | Bob the Drag Queen (natjecatelj) |
| 2016.       | RuPaul's Drag Race: Untucked        | Bob the Drag Queen (natjecatelj) |
| 2016.       | High Maintenance                    | Darnel                           |
| 2020.-2022. | Tu smo                              | Bob the Drag Queen (voditelj)    |
| 2020.       | RuPaul's Secret Celebrity Drag Race | Bob the Drag Queen (mentor)      |
| 2021.       | Lucifer                             | drag kraljica                    |
| 2021.       | Trixie Motel                        | Bob the Drag Queen (gost)        |
| 2023.       | Simpsoni                            | Bob the Drag Queen (glas)        |
| 2025.       | The Traitors                        | Bob the Drag Queen (natjecatelj) |